# ТВ Нова (Чешка)
ТВ Нова (чеш. TV Nova) је приватна чешка телевизија и чланица групе CME. ТВ Нова је била прва комерцијална телевизија у Чешкој републици, а чак и у источној Европи. Почела је са емитовањем 4. фебруара 1994. године. Њен први генерални директор је био Владимир Железни, а садашњи генерални директор је Јан Андрушко. Телевизија емитује програм 24 сата дневно, а сваки дан нуди гледаоцима филмове, теленовеле и емисије.